# مصف الخوادم

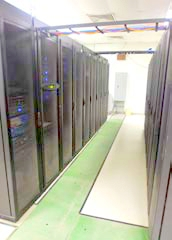
مصف خوادم.

مصف الخوادم أو عنقود الخوادم (بالإنجليزية: Server farm or server cluster) هي مجموعة من الخوادم الحاسوبية تدار عادة من قبل مؤسسة واحدة بهدف توفير قدرة معالجة تتجاوز بكثير ما يمكن لجهاز منفرد تقديمه. في الغالب تتكون هذه المصفوفة من آلاف الحواسيب، مما يتطلب كمية هائلة من الطاقة لتشغيلها، بالإضافة إلى أنظمة تبريد فعالة للحفاظ على درجة حرارة التشغيل المناسبة.
وعلى الرغم من الأداء العالي الذي توفره مصفوفة الخوادم، إلا أن تشغيلها يرتبط بتكاليف مالية وبيئية كبيرة. كما تشمل هذه البنى عادة خوادم احتياطية يمكنها تولي المهام في حال تعطل أحد الخوادم الأساسية.
تكون مصفوفات الخوادم عادة مرافقة لمعدات شبكية مثل المبدلات والموجهات، والتي تمكن من الاتصال بين مكونات العنقود المختلفة والمستخدمين الخارجيين.
في الغالب بتم تثبيت الخوادم والمكونات المرتبطة بها (كالموجهات، مزودات الطاقة، والإلكترونيات الأخرى) على رفوف معدنية بحجم 19 بوصة، داخل مركز بيانات أو غرفة خوادم مخصصة.

## التطبيقات
تستخدم مصفوفة الخوادم بشكل شائع في تطبيقات الحوسبة العنقودية (Cluster Computing). وتتكون العديد من الحواسيب الفائقة الحديثة من مصفوفات ضخمة من المعالجات عالية السرعة، والتي ترتبط ببعضها عبر شبكات إيثرنت أو عبر شبكات مخصصة مثل إنفيني باند أو ميرينت. ومن الاستخدامات الشائعة لمصفوفات الخوادم: استضافة الويب، حيث يشار إلى هذا النوع من الأنظمة أحيانًا باسم **مزرعة الويب** (Web Farm). كما تستخدم أيضا في مجالات مثل المحاكاة العلمية (على سبيل المثال: ديناميكا الموائع الحاسوبية)، وأعمال التصيير ثلاثي الأبعاد.
في الشركات الكبرى، تستخدم مصفوفات الخوادم بشكل متزايد كبديل أو مكمل للحواسيب المركزية Mainframes. وفي المصفوفات الكبيرة، يعد فشل الخادم الفردي أمر شائع، لذا توفر هذه الأنظمة ميزات مثل التكرار (Redundancy)، والتحويل التلقائي عند الفشل (Automatic Failover)، وإعادة التهيئة السريعة لعناقيد الخوادم.